# Eisschnelllauf-Mehrkampfweltmeisterschaft 1994
Die 52. Mehrkampfweltmeisterschaft der Frauen wurde am 5. und 6. Februar 1994 auf dem High Mountain Altitude Rink im US-amerikanischen Butte ausgetragen. Davon getrennt fand die 88. Mehrkampfweltmeisterschaft der Männer fünf Wochen später, am 12. und 13. März 1994, im Ruddalens IP im schwedischen Göteborg statt. Die beiden Weltmeistertitel gingen an die Österreicherin Emese Hunyady und den Norweger Johann Olav Koss.

## Teilnehmende Nationen
Frauen
Das Teilnehmerfeld des Frauenmehrkampfes setzte sich aus 23 Sportlerinnen aus 11 Nationen zusammen. Die Pfeile geben an, wie sich die Mannschaftsgröße eines Landes gegenüber der vorherigen Ausgabe geändert hat.
- 3 Starterinnen:  Deutschland,  Japan
- 2 Starterinnen:  Kanada ↑,  Kasachstan ↑,  Niederlande ↓,  Norwegen,  Österreich,  Rumänien,  Russland ↓,  Vereinigte Staaten ↓
- 1 Starterin:  Schweden

Nicht mehr vertreten im Vergleich zum Vorjahr waren Athletinnen aus Finnland, Italien, Polen, Südkorea und der Volksrepublik China. Insgesamt war das Feld um acht Teilnehmerinnen kleiner als 1993.
Männer
Im Männermehrkampf starteten 34 Sportler aus 18 Nationen.
- 3 Starter:  Italien ↑,  Japan,  Niederlande,  Norwegen,  Vereinigte Staaten ↑
- 2 Starter:  Deutschland ↓,  Kanada,  Kasachstan ↑,  Russland,  Schweden ↓,  Ukraine ↑
- 1 Starter:  Finnland,  Frankreich,  Österreich ↓,  Polen,  Rumänien,  Schweiz,  Tschechien

Nicht mehr vertreten im Vergleich zum Vorjahr waren Athleten aus Australien, Südkorea und der Volksrepublik China. Insgesamt war das Feld um zwei Teilnehmer kleiner als 1993.

## Wettbewerb

### Frauen
Eine Woche vor dem Beginn der Olympischen Winterspiele in Lillehammer verzichteten mehrere Athletinnen auf die Teilnahme an der Weltmeisterschaft im US-amerikanischen Butte. Auch die deutsche Titelverteidigerin Gunda Niemann war nicht am Start. An der Spitze des Gesamtklassements kam es zum Duell zwischen Ulrike Adeberg, die über 500 Meter die Bestzeit lief und nach dem ersten Wettkampftag die Mehrkampfwertung anführte, und Emese Hunyady, die bei der Mehrkampf-EM 1993 ihren ersten internationalen Titel errungen hatte. Mit den schnellsten Zeiten über 1500 Meter, 3000 Meter und 5000 Meter setzte sich Hunyady am Ende durch und wurde als erste Österreicherin Eisschnelllauf-Weltmeisterin. Adeberg gewann Silber, die Rumänin Mihaela Dascălu Bronze. Bei ihrem WM-Debüt wurde die 17-jährige Anni Friesinger Fünfte der Gesamtwertung.
Die folgende Tabelle zeigt die zwölf bestplatzierten Sportlerinnen in der Gesamtwertung der Mehrkampf-WM an, die sich für die Finalteilnahme über 5000 Meter qualifiziert haben. Die Zahl in Klammern gibt die Platzierung je Einzelstrecke an, fett gedruckt ist die jeweils schnellste Zeit.
| Rang | Name                 | 500 Meter    | 1500 Meter       | 3000 Meter       | 5000 Meter       | Gesamt- Punkte |
| ---- | -------------------- | ------------ | ---------------- | ---------------- | ---------------- | -------------- |
| 01   | Emese Hunyady        | 41,80 s (2)  | 4:30,59 min (1)  | 2:07,13 min (1)  | 8:02,06 min (1)  | 177,480        |
| 02   | Ulrike Adeberg       | 41,36 s (1)  | 4:30,71 min (2)  | 2:09,09 min (5)  | 8:12,25 min (8)  | 178,733        |
| 03   | Mihaela Dascălu      | 42,25 s (6)  | 4:32,91 min (3)  | 2:07,22 min (2)  | 8:08,02 min (6)  | 178,943        |
| 04   | Noriko Munekata      | 42,43 s (10) | 4:34,98 min (6)  | 2:08,27 min (4)  | 8:05,54 min (4)  | 179,570        |
| 05   | Anni Friesinger      | 43,47 s (18) | 4:34,87 min (5)  | 2:07,93 min (3)  | 8:04,77 min (2)  | 180,401        |
| 06   | Mitsue Uehara        | 42,61 s (11) | 4:32,93 min (4)  | 2:11,79 min (7)  | 8:06,42 min (5)  | 180,670        |
| 07   | Emese Antal          | 41,84 s (3)  | 4:40,22 min (12) | 2:12,46 min (8)  | 8:13,77 min (10) | 182,073        |
| 08   | Anette Tønsberg      | 43,18 s (15) | 4:38,42 min (9)  | 2:09,86 min (6)  | 8:13,02 min (9)  | 182,171        |
| 09   | Ljudmila Prokaschowa | 43,49 s (19) | 4:35,54 min (7)  | 2:13,32 min (9)  | 8:04,97 min (3)  | 182,350        |
| 10   | Ingrid Liepa         | 42,02 s (5)  | 4:37,26 min (8)  | 2:14,58 min (12) | 8:30,53 min (12) | 184,143        |
| 11   | Heike Warnicke       | 43,60 s (20) | 4:38,87 min (10) | 2:15,57 min (13) | 8:10,89 min (7)  | 184,357        |
| 12   | Tonny de Jong        | 42,99 s (13) | 4:39,41 min (11) | 2:15,83 min (15) | 8:21,44 min (11) | 184,978        |

### Männer
Die Männer-WM fand nach den olympischen Wettkämpfen statt. Der dreifache Olympiasieger Johann Olav Koss gewann auch den Titel des Mehrkampfweltmeisters und triumphierte mit Streckensiegen über 1500 Meter und 10.000 Meter vor den beiden jüngeren Niederländern Ids Postma und Rintje Ritsma.
Die folgende Tabelle zeigt die zwölf bestplatzierten Sportler in der Gesamtwertung der Mehrkampf-WM an, die sich für die Finalteilnahme über 5000 Meter qualifiziert haben. Die Zahl in Klammern gibt die Platzierung je Einzelstrecke an, fett gedruckt ist die jeweils schnellste Zeit.
| Rang | Name               | 500 Meter    | 5000 Meter       | 1500 Meter       | 10.000 Meter      | Gesamt- Punkte |
| ---- | ------------------ | ------------ | ---------------- | ---------------- | ----------------- | -------------- |
| 01   | Johann Olav Koss   | 39,44 s (9)  | 7:14,21 min (2)  | 1:59,68 min (1)  | 14:49,58 min (1)  | 167,233        |
| 02   | Ids Postma         | 38,39 s (1)  | 7:27,68 min (19) | 2:01,66 min (6)  | 14:54,93 min (3)  | 168,457        |
| 03   | Rintje Ritsma      | 39,38 s (8)  | 7:18,96 min (6)  | 2:01,25 min (4)  | 14:57,48 min (4)  | 168,566        |
| 04   | Keiji Shirahata    | 39,14 s (6)  | 7:18,72 min (5)  | 2:01,50 min (5)  | 15:09,28 min (6)  | 168,976        |
| 05   | Hiroyuki Noake     | 38,50 s (2)  | 7:20,25 min (8)  | 2:00,95 min (3)  | 15:25,07 min (10) | 169,094        |
| 06   | Kjell Storelid     | 41,19 s (26) | 7:11,63 min (1)  | 2:03,27 min (13) | 14:51,68 min (2)  | 170,027        |
| 07   | Andrei Anufrijenko | 38,96 s (5)  | 7:23,89 min (14) | 2:00,76 min (2)  | 15:30,70 min (11) | 170,137        |
| 08   | Bart Veldkamp      | 40,19 s (14) | 7:20,95 min (9)  | 2:03,48 min (14) | 14:57,56 min (5)  | 170,323        |
| 09   | Steinar Johansen   | 39,97 s (12) | 7:19,40 min (7)  | 2:02,33 min (10) | 15:21,89 min (9)  | 170,780        |
| 10   | Jonas Schön        | 40,26 s (15) | 7:21,53 min (10) | 2:05,76 min (24) | 15:21,71 min (8)  | 172,418        |
| 11   | René Taubenrauch   | 41,47 s (29) | 7:18,35 min (4)  | 2:06,89 min (29) | 15:14,82 min (7)  | 173,342        |
| 12   | Jaromir Radke      | 41,96 s (31) | 7:16,05 min (3)  | 2:06,28 min (27) | 15:34,73 min (12) | 174,394        |